# Yūsuf ibn al-Kalbī
Abu l-Futūḥ Yusuf ibn Abd Allāh al-Kalbī, appelé Yusuf septième émir de la dynastie kalbite qui régna sur la Sicile de 989 à 997 .

## Biographie
Appartenant à la dynastie islamique chiite - ismaélienne des Kalbites de Sicile, seulement formellement obéissant à l' imamat fatimide du Caire, il fut le successeur de son père ʿAbd Allāh al-Kalbī qui régna de 985 à 989 .
Avec Yūsuf al-Kalbī, l'émirat de Sicile atteint, pour la première fois, sa puissance maximale et la flotte sicilienne devient l'une des plus puissantes de la Méditerranée. Durant son règne, quelques expéditions militaires réussies furent menées contre l'Empire byzantin, la république de Venise et la république de Pise.
En politique intérieure, en véritable souverain, Yusuf s'est doté d'un vizir et d'un hajib (grand chambellan). Durant son règne, la monarchie kalbite s'orienta vers une pacification radicale des différents groupes ethniques présents en Sicile. Une fois l'ère des combats et des raids terminée, les communautés chrétiennes et musulmanes commencèrent à coexister plus ou moins pacifiquement entre elles, naturellement sous le régime de la charia, mais les chrétiens, toujours très nombreux dans la vallée de Demone, étaient respectés ainsi que leurs propriétés et leurs biens. Les Juifs, très nombreux en Sicile, étaient particulièrement tolérés.
Avec Yūsuf commença une période de paix et de prospérité qui permit aux arts et aux lettres de s'épanouir, comme la poésie courtoise qui produisit ses meilleurs fruits aussi bien sous le règne de son fils Ja'far al-Kalbi II (Jafar II) mais surtout environ un siècle plus tard sous la dynastie des Hauteville, fondatrices du royaume de Sicile .
Frappé d'une sévère tétraplégie, il fut contraint d'abdiquer en 997 en faveur de son fils Jafar II sous le règne duquel continua la période de splendeur de la Sicile.
En 1019, à cause d'une grave révolte, qui provoqua l'abdication de Jafar II, il dut se réfugier auprès de lui en Égypte.